# Boksee
Boksee est une commune allemande du Schleswig-Holstein, située dans l'ouest de l'arrondissement de Plön, près de Flintbek. Boksee fait partie de l'Amt Preetz-Land (« Preetz-campagne ») qui regroupe 17 communes entourant la ville de Preetz.